# Ford GT90
El Ford GT90 es un prototipo de automóvil de alto rendimiento que fue desarrollado y fabricado por el fabricante de automóviles estadounidense Ford. Fue presentado en enero de 1995 en el Salón del Automóvil de Detroit. El coche se encuentra actualmente en exhibición en Hajek Motorsports Museum, Ames, Oklahoma.

## Diseño

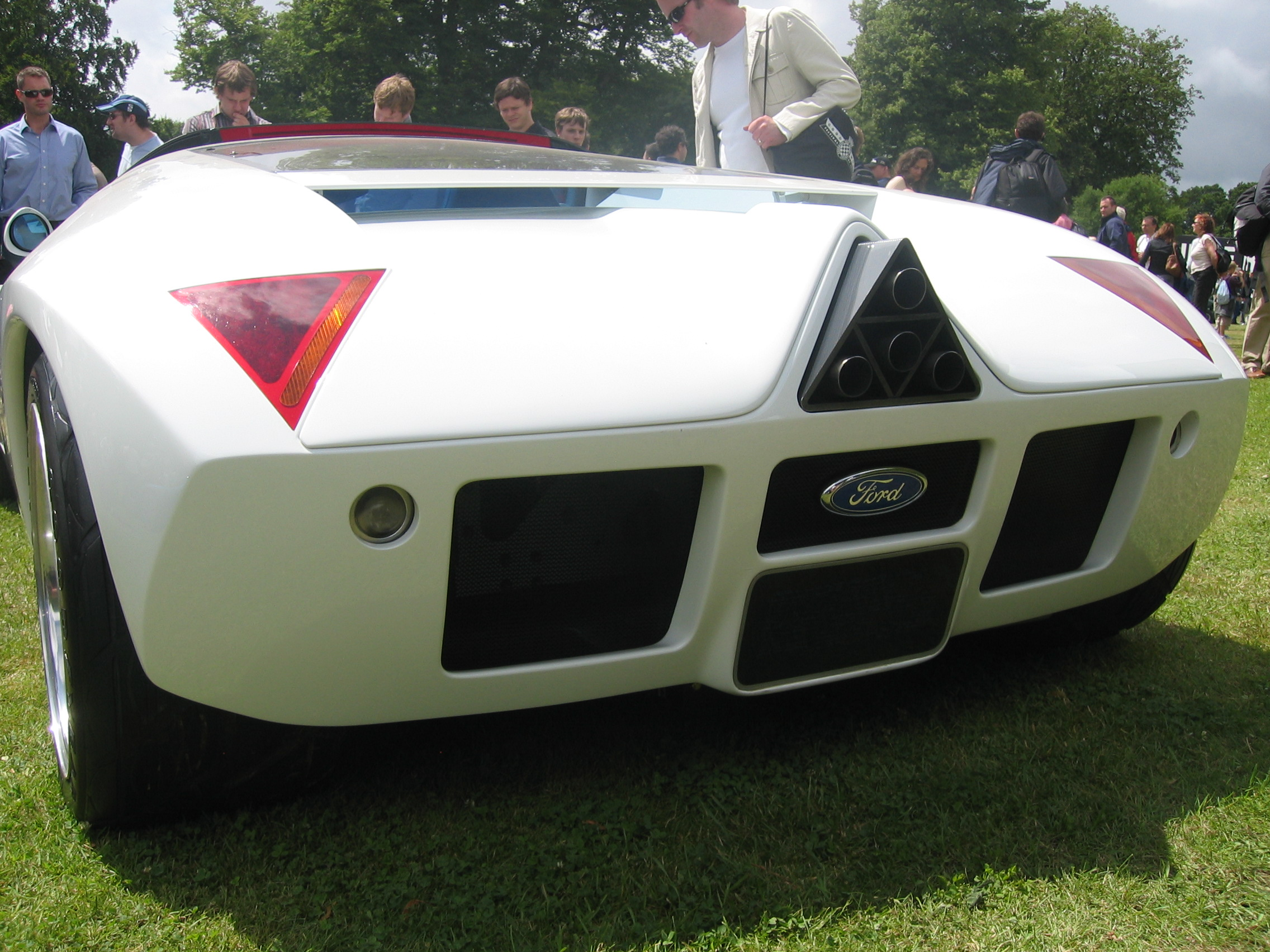
Vista trasera del Ford GT90

El GT90 de motor central es un sucesor espiritual del Ford GT40, tomando de él algunas señales de estilo, como puertas que cortan la línea del techo, pero poco más. En lo que respecta a los ángulos y el cristal, el Ford GT90 fue el primer Ford en mostrar la filosofía de diseño "New Edge" de la empresa. El GT90 se construyó alrededor de un monocasco de aluminio con sección de nido de abeja y los paneles de la carrocería se moldearon con fibra de carbono.

## Datos de rendimiento

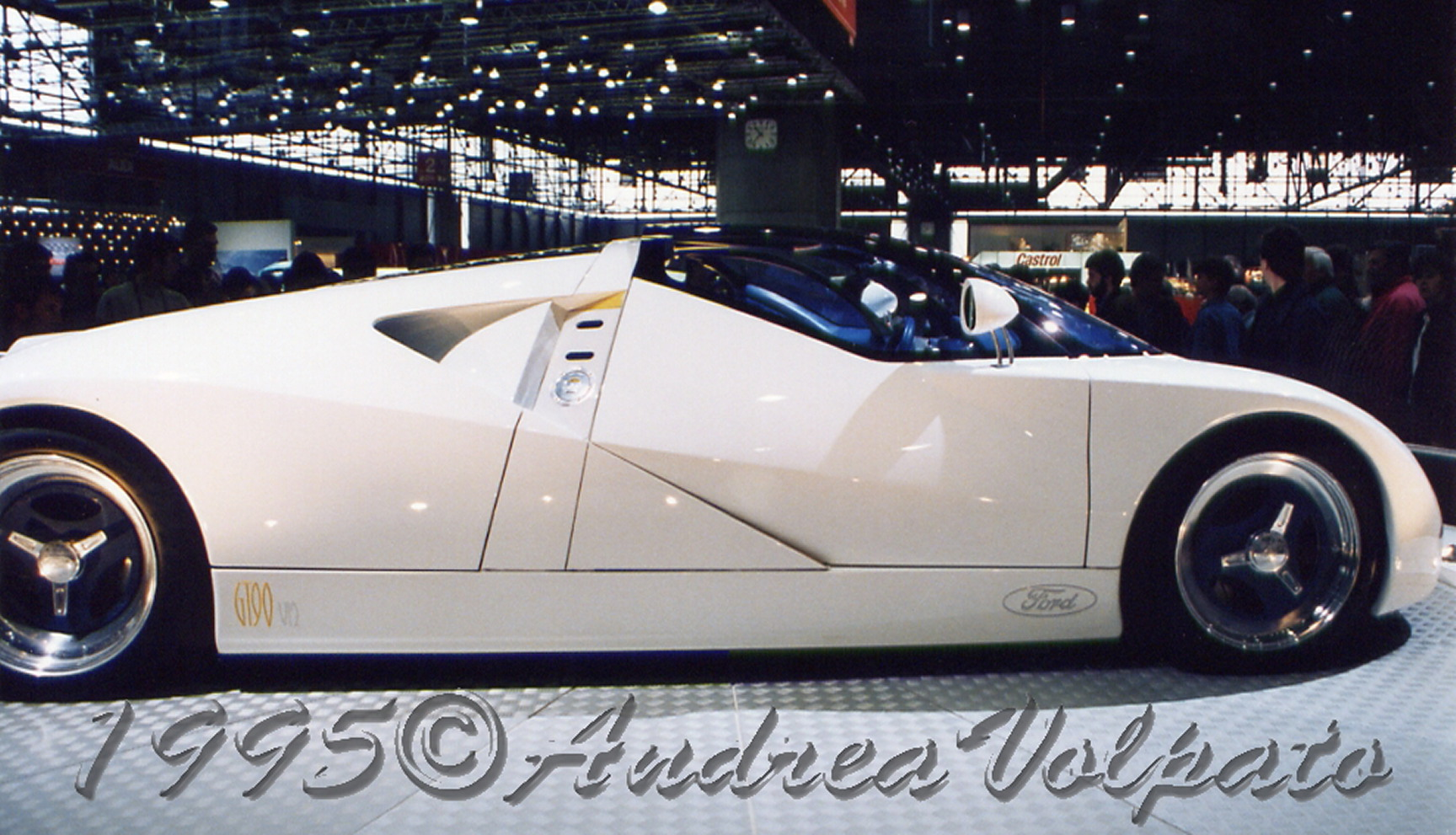
GT90 en el Salón del Automóvil de Ginebra de 1995

El V12 de 48 válvulas del GT90 está construido sobre un bloque y cabeza de aluminio, desplaza 5.9 litros (5.927 cc) y produce un estimado de 720 hp (537 kW; 730 PS) y 660 lb⋅ft (895 N⋅m) de torque. Tiene una línea roja de 6.300 rpm. Está equipado con un sistema de inducción forzada que utiliza cuatro turbocompresores Garrett T2. La arquitectura del motor se basó en la familia de motores Ford Modular de 90 grados, basada en la misma arquitectura y diámetro y carrera que el motor V8 de 4.6 litros, pero con cuatro cilindros más agregados, dos más en cada banco de cilindros. Esto produjo un V12 de 90 grados, con un diámetro interior de 90,2 mm (3,55 pulgadas) y una carrera de 77,3 mm (3,04 pulgadas) con los cilindros dispuestos en dos bancos en una sola pieza. La potencia producida por el motor se transmite a las ruedas traseras a través de una transmisión manual de 5 velocidades desarrollada conjuntamente por FF Developments y Ricardo. El escape del GT90 se calienta tanto que sería suficiente para dañar los paneles de la carrocería, por lo que se utilizan baldosas de cerámica, similares a las del transbordador espacial, para evitar que el automóvil se derrita.
La suspensión es una variante de doble horquilla. La dirección es de piñón y cremallera asistida. Los frenos son discos ventilados.
El GT90, según Ford, era capaz de acelerar de 0 a 60 mph (0 a 97 km/h) en 3,1 segundos, de 0 a 100 mph (0 a 161 km/h) en 6,2 segundos y tenía un cuarto de milla (400m) tiempo de 10,9 segundos a 140 mph (225 km / h). La velocidad máxima se clasificó como 253 mph (407 km/h).

## Desarrollo
El GT90 fue construido como un proyecto secreto por un pequeño equipo de ingenieros en poco más de seis meses. Compartía muchos componentes, incluida la transmisión y el chasis del Jaguar XJ220, ya que Jaguar también era propiedad de Ford en ese momento. El motor V12, exclusivo del GT90, se desarrolló utilizando un Lincoln Town Car como mula de prueba, en el que pusieron el motor prototipo para perfeccionarlo.
El GT90 originalmente iba a ser el sucesor del Ford GT40 y Ford GT70, y el predecesor del Ford GT, pero después de que se canceló el plan de producción, se cambió la cronología, lo que convirtió al Ford GT en el nuevo sucesor del GT40 y GT70.

## Medios de comunicación

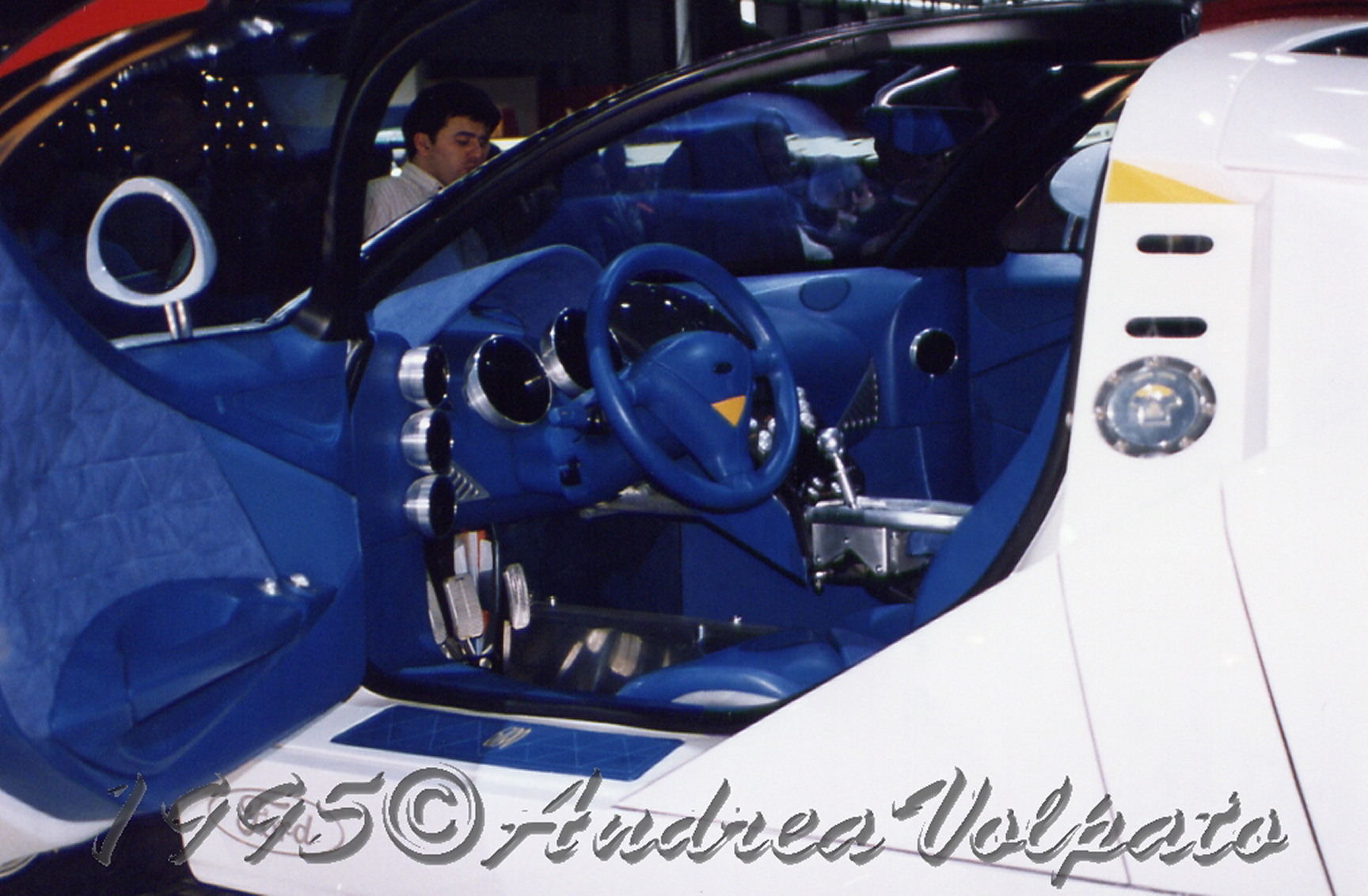
Interior del GT90

El Ford GT90 apareció en los videojuegos Need for Speed II, Sega GT 2002, Sega GT Online, Ford Racing , Ford Racing 2, Ford Racing 3, Gran Turismo 2, Rush 2: Extreme Racing USA, TOCA Race Driver 2, Top Drives, Project Gotham Racing 3 y Ford Street Racing. El automóvil apareció en Top Gear en una edición de 1995 probado por Jeremy Clarkson, mientras que aún se planeaba que el automóvil entrara en producción.